# Enid Markey

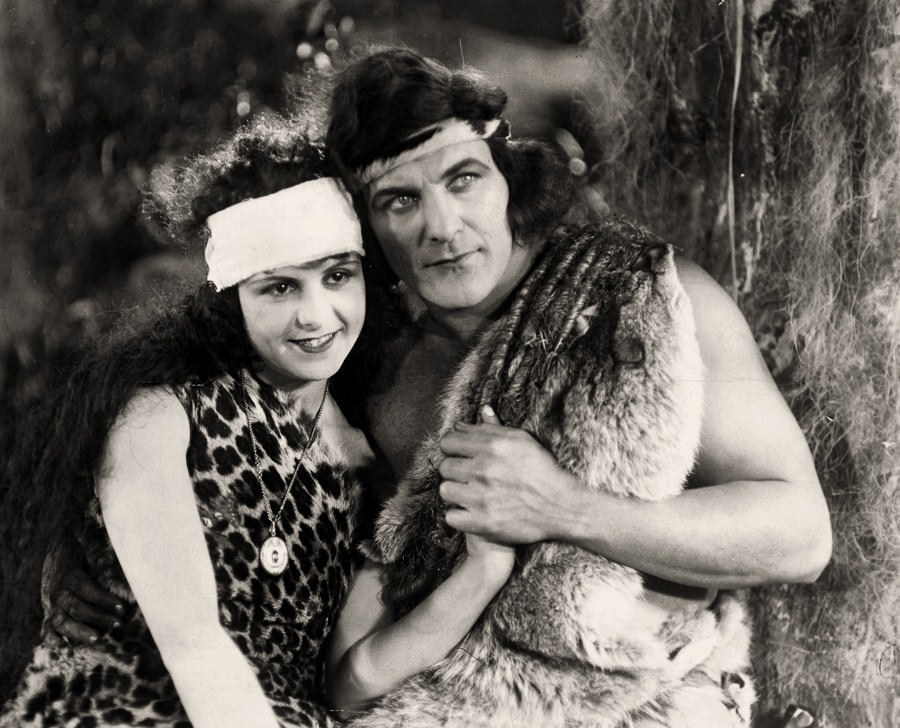
Con Elmo Lincoln en The Romance of Tarzan (1918)

Enid Markey (Dillon, Colorado, 22 de febrero de 1894 - Bay Shore, Nueva York, 15 de noviembre de 1981) fue una actriz teatral, cinematográfica y televisiva estadounidense. 

## Biografía
Su nombre completo era Enid Virginia Markey, y nació en Dillon, Colorado. Markey fue la actriz que interpretó por vez primera a Jane Porter (Tarzán) en el cine, haciéndolo en dos ocasiones en 1918 (Tarzán de los monos; The Romance of Tarzan).
Muy activa en el teatro a lo largo de su carrera, Enid Markey actuó sobre todo en el circuito de Broadway (Nueva York) entre 1919 y 1967, en piezas como Happy Birthday, de Anita Loos, representada en 563 ocasiones desde octubre de 1946 a marzo de 1948. Su penúltima actuación teatral tuvo lugar con The Ballad of the Sad Café, obra en la que trabajó con Colleen Dewhurst, y que se representó 123 veces desde octubre de 1963 a febrero de 1964.
Su primer papel cinematográfico llegó con The Fortunes of War (1911). Durante el rodaje de The Wrath of the Gods (1914), Markey, una "primera actriz de la New York Motion Picture Company", resultó malherida. En una escena en la que un río de lava destruye una población, la actriz de vio rodeada por humo y estuvo a punto de asfixiarse, aunque en mayo de 1914 ya estaba recuperada.

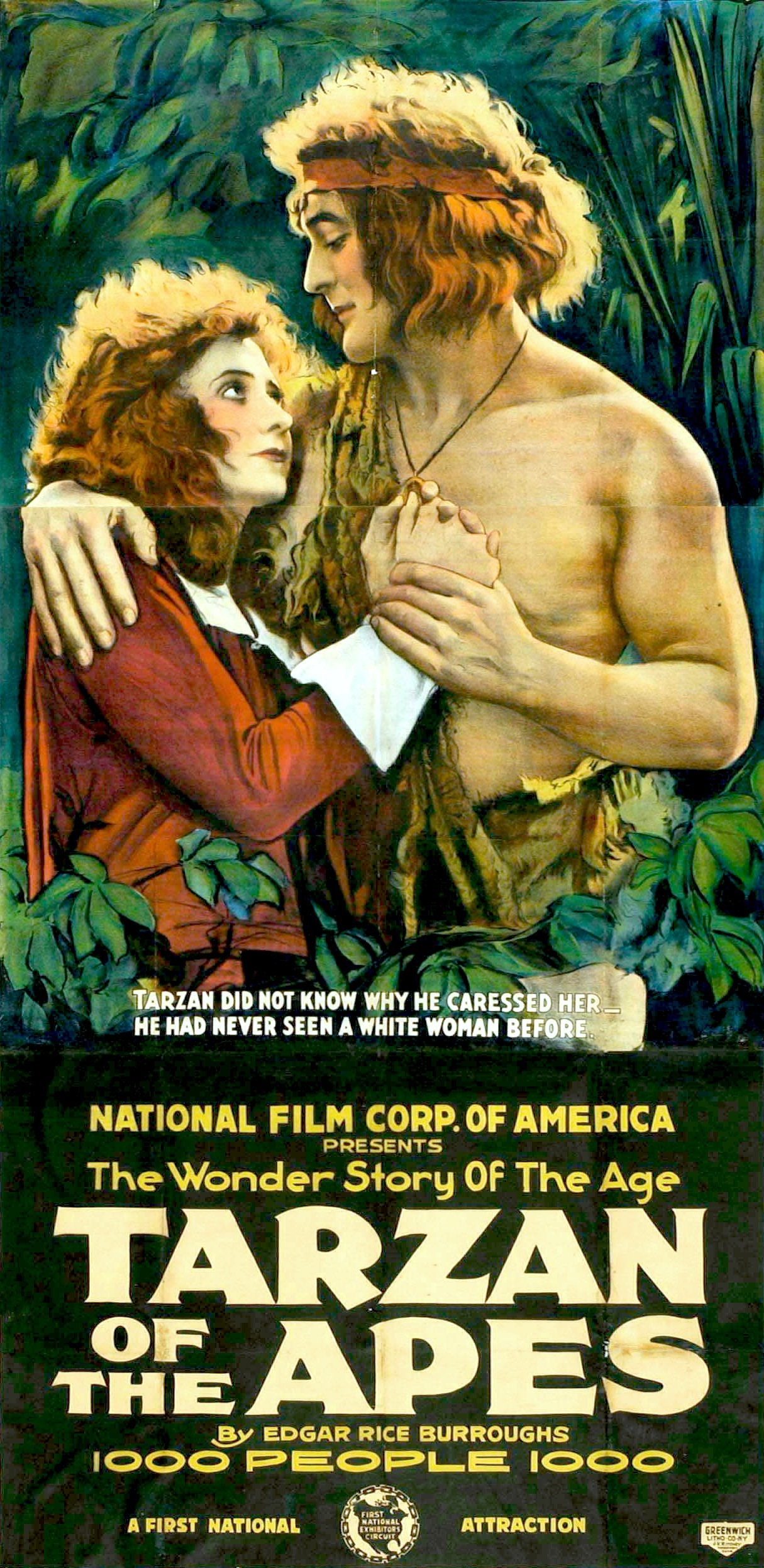
Con Elmo Lincoln en Tarzán de los monos (1918)

Entre las películas en las que actuó figuran producciones del año 1916 de Triangle Film Corporation como el western The Devil's Double y el film bélico Civilisation, en el que actuó con Howard C. Hickman. Su última actuación en el cine tuvo lugar en The Boston Strangler (1968). 
En los años 1950 y 1960 trabajó como artista invitada en varias producciones televisivas, entre ellas The Andy Griffith Show y Gomer Pyle, U.S.M.C.. En la temporada 1960-1961, Markey trabajó como la tía Violet Flower en el show de la CBS Bringing Up Buddy, actuando junto a Frank Aletter y Doro Merande. 
Enid Markey falleció en Bay Shore, Nueva York, en 1981.

## Selección de su filmografía

### Cine
Periodo mudo (1911-1920)
- 1911: The Fortunes of War, de Thomas H. Ince
- 1912: The Colonel's Ward, de Thomas H. Ince
- 1912: When Lee Surrenders, de Thomas H. Ince
- 1913: Days of '49, de Thomas H. Ince
- 1913: The Battle of Gettysburg, de Charles Giblyn y Thomas H. Ince
- 1913: The Gambler's Pal, de Scott Sidney.
- 1913: The Buried Past, de Reginald Barker.
- 1914: The Power of the Angelus, de Thomas H. Ince y William H. Clifford
- 1914: Love vs. Duty, de Walter Edwards.
- 1914: In the Cow Country, de Raymond B. West
- 1914: Shorty Sacrifice, de Scott Sidney.
- 1914: The City of Darkness, de Reginald Barker.
- 1914: Shorty Turns Judge, de Francis Ford.
- 1915: The Cup of Life, de Thomas H. Ince y Raymond B. West
- 1915: The Taking of Luke McVane, de William S. Hart
- 1915: The Roughneck, de William S. Hart y Clifford Smith.
- 1915: The Iron Strain, de Reginald Barker.
- 1916: The No-Good Guy, de Walter Edwards.
- 1916: Civilization, de Reginald Barker, Thomas H. Ince y Raymond B. West
- 1916: The Devil's Double, de William S. Hart
- 1916: The Conqueror, de Reginald Barker.
- 1916: The Phantom, de Charles Giblyn.
- 1916: The Female of the Species, de Raymond B. West
- 1917: The Curse of Eve, de Frank Beal.
- 1917: The Zeppelin's Last Raid, de Irvin Willat.
- 1918: Tarzán de los monos, de Scott Sidney.
- 1918: The Romance of Tarzan, de Wilfred Lucas.
- 1918: Mother, I Need You, de Frank Beal.
- 1918: Six Shooter Andy, de Sidney Franklin.
- 1919: She's Everywhere, de George Terwilliger.
- 1920: Sink or Swim, de Richard Stanton.

Periodo sonoro (1945-1968)
- 1945: Snafu de Jack Moss.
- 1948: The Naked City, de Jules Dassin.
- 1949: Take One False Step de Chester Erskine.
- 1968: The Boston Strangler, de Richard Fleischer.

### Televisión
- 1956: Alfred Hitchcock Presents
  - Temporada 1, episodio 35: The Legacy, de James Neilson.
- 1960-1961: Bringing Up Buddy, sitcom.
  - Temporada única, 35 episodios
- 1962: The Defenders
  - Temporada 2, episodio 14: Grandma TNT, de Elliot Silverstein.
- 1966: Please Don't Eat the Daisies
  - Temporada 1, episodio 24: Who's Walking Under the Bed ?

## Teatro en Broadway (íntegro)
- 1919: Up in Mabel's Room, de Wilson Collison y Otto Harbach.
- 1922: The Exciters, de Martin Brown, escenografía de Edgar Selwyn, con Tallulah Bankhead, Alan Dinehart, Aline MacMahon y Chester Morris.
- 1923: Barnum Was Right, de Philip Bartholomae y John Meehan.
- 1924-1925: Bluffing Bluffers, de Thompson Buchanan y John Meehan.
- 1925: Something to Brag About, de Edgar Selwyn y William LeBaron, producción y escenografía de Edgar Selwyn, con Marjorie Wood.
- 1926: Find Daddy, de Tadema Bussiere, con Paul Kelly.
- 1926: The Blonde Sinner, de Leon De Costa, con Marjorie Gateson.
- 1930: Sisters of the Chorus, de Martin Mooney y Thompson Burtis, con Albert Dekker.
- 1934: After Such Pleasures, de Edward F. Gardner, con Shirley Booth.
- 1936-1938: The Women, de Clare Boothe Luce, con Ilka Chase y Margalo Gillmore.
- 1938: The Two Bouquets, de Herbert Fajeon y Eleanor Farjeon, producción y escenografía de Marc Connelly, con Leo G. Carroll, Alfred Drake y Patricia Morison.
- 1938: Run Sheep, Run, de Raymond Knight, con William Bendix.
- 1939-1940: Morning's at Seven, de Paul Osborn, escenografía de Joshua Logan, con Jean Adair, John Alexander, Thomas Hardie Chalmers, Russell Collins y Dorothy Gish
- 1940: Beverly Hills, de Lynn Starling y Howard J. Green, producción y escenografía de Otto Preminger, con Ilka Chase y Violet Heming.
- 1941: Ah, Wilderness !, de Eugene O'Neill, escenografía de Eva Le Gallienne, con Harry Carey, Zachary Scott y Ann Shoemaker.
- 1941: Pie in the Sky, de Bernardine Angus.
- 1942: Mr. Sycamore, de Ketti Frings, con Russell Collins, Stuart Erwin y Lillian Gish.
- 1942-1943: Sweet Charity, de Irving Brechner y Manuel Seff, escenografía de George Abbott.
- 1944: Last Stop, de Irving Kaye Davis.
- 1944-1945: Snafu, de Louis Solomon y Harold Buchman, escenografía de George Abbott.
- 1946-1948: Happy Birthday, de Anita Loos, de Robert Russell Bennett, Richard Rodgers y Oscar Hammerstein II, escenografía de Joshua Logan, con Helen Hayes.
- 1948-1949: The Silver Whistle, de Robert E. McEnroe, con José Ferrer
- 1951: Buy My Blue Ribbons, de Sumner Locke-Elliott.
- 1952-1953: Mrs. McThing, de Mary Chase, con Helen Hayes, Ernest Borgnine, Brandon de Wilde y Jules Munshin.
- 1954-1955: Mrs. Patterson, de Charles Sebree y Greer Johnson.
- 1955: The Southwest Corner, de John Cecil Holm, escenografía de George Schaefer, con Eva Le Gallienne.
- 1959: Only in America, de Jerome Lawrence y Robert E. Lee, producción y escenografía de Herman Shumlin, con Alan Alda, Ludwig Donath y Nehemiah Persoff.
- 1963-1964: The Ballad of the Sad Café, con Colleen Dewhurst.
- 1967: What Did We Do Wrong ?, de Henry Denker.